# ФК Милан
Фудбалско удружење Милан (итал. Associazione Calcio Milan) професионални је фудбалски клуб из Милана у Италији. Клуб су основали 1899. године Енглези Херберт Килпин и Алфред Едвардс. Клуб се током свог постојања такмичио у Серији А, најелитнијем такмичењу у Италији, осим у 2 сезоне с почетка 1980-их, када се такмичио у Серији Б.
Милан је освојио 18 европских и светских трофеја и заједно са Боком Јуниорс дели друго место по успешности на свету иза Реал Мадрида који има 32 интернационална трофеја (мада каталонски гигант Барселона има 20 међународних трофеја рачунајући три тријумфа у купу сајамских градова, такмичењу које није било организовано од стране УЕФА-е па га та федерација ни не признаје као претечу данашње лиге Европе). Милан је освојио 4 светске титуле, од тога освојио је Интерконтинентални Куп 3 пута и једном Светско првенство за клубове. Лига Шампиона је освојена 7 пута (само је Реал Мадрид успешнији са 15 титула), Супер Куп Европе рекордних 5 пута, а Куп победника купова 2 пута.
Милан је освојио национално првенство 19 пута, а успешнији су само Јувентус са 38 титула (званично 36) и градски ривал Интер са 20. Куп Италије је освојен 5 пута а Суперкуп Италије 8 пута. УЕФА лига Европе је једини већи трофеј који Милан никад није освојио. Милан је такође оснивач и члан групе клубова Г-14.
Дом фудбалера Милана је Сан Сиро, који је такође познат и као Ђузепе Меаца. Стадион, који дели са градским ривалом Интером, је највећи у Италији, са капацитетом од 82.995 места. Власник клуба је Америчка група Елиот , док функцију у клубу има Паоло Малдини. Милан је један од најбогатијих клубова у Италијанском и светском фудбалу.

## Историја клуба

### Почеци и историја клуба до Берлусконијеве ере
Клуб се оснива 1899. године под именом Milan Cricket and Football Club од стране Енглеза Алфреда Едвардса и у његову част клуб добија име Милан, како га Енглези зову, а не Милано. Бирају се црвено-црни дресови, да би се истакла жеља, жестина и велика борбеност екипе. Први трофеј по називу Medaglia del Re осваја се 1900, док се прва титула првака осваја већ 1901. године. 1908. године један део клуба, није хтео признати италијанску доминацију у њему и одваја се, па тако постаје ФК Интернационале (Интер Милан), Миланов најљући и највећи противник. После Првог светског рата, почиње период стагнације и лоших резултата, који се тек успевају поправити у крајем 40-их година и онда започиње Миланова "прва златна ера".
Милан осваја титулу после 44 године предвођени тројицом Швеђана: Гунар Греном, Гунар Нордалом и Нилс Лидхолмом. Посебно се истакао Гунар Нордал, са 35 голова у сезони 49/50 тј. рекордом који још није надмашен. Милан постаје шампион и 1955, 1957. и 1959. Постају прваци такође и 1962. године када је био тренер Нерео Роко, творац стила игре Катенаћа. Највеће звезде у том периоду су била два Италијана Ђани Ривера и Жозе Алтафини. Освојили су и два пута Куп Шампиона: 1963 i 1969. Међутим после тога клуб се налази опет како у финансијским тако и у резултатској кризи, док њихов градски противник Интер доживљава највеће успехе. 70-их година освајају 3 национална купа и 2 купа победника купова, али главни циљ је 10-ти скудето који би донео прву звездицу изнад грба екипе. Ипак, своју прву звездицу добијају 1979. године, када им је тај трофеј донео изванредни Ђани Ривера. Међутим у сезони 79/80, код Милана и Лација се утврђује да су неке мечеве намештали и кажњавају их путем у Серију Б. Милан се одмах послије годину дана враћа у Серију А, међутим очајним играма те сезоне, опет доживљавају катастрофу и селе се у нижи ранг. Рангиран је као девети у листи ФИФА најбољих клубова 20. века.

### Берлусконијева ера
Након великих потешкоћа, 1986. године клуб купује тада познати предузетник Силвио Берлускони, и почиње да прави потезе које ће Милан вратити на стару стазу славе. Један од најбољих је довођење тада младог тренера Арига Сакија, али и сјајног холандског трија у коме су били: Руд Гулит, Марко ван Бастен и бивши тренер Барселоне Френк Рајкард. Од италијанских играча долазе Карло Анћелоти, Роберто Донадони и Ђовани Гали. Прваци постају убрзо 1987. године, а годину касније освајају и Куп Шампиона. Годину касније исти куп опет бране, а и освајају у ве године и два интерконтинентална купа. Арига Сакија мијења Фабио Капело, са којим Милан осваја титуле од 1992. до 1994. године, одигравши сезону без пораза. 1994. освајају још један Куп Шампиона у утакмици са Барселоном када је резултат био 4:0 у корист росо-нера. Окосницу тога тима чинили су: Дејан Савићевић, Роберто Бађо, Звонимир Бобан, Паоло Малдини Алесандро Костакурта, те харизматични капитен Франко Барези. Након тога уследио је период осредњих резултата без трофеја. Међутим, убрзо клуб у сезони 1998/1999, када су их сви видели без шанси, осваја титулу шампиона Италије. 2003. године постају опет Шампиони Европе, освајају Лигу Шампиона, тј. некадашњи Куп Шампиона, предвођени Андрејем Шевченком, Руи Костом, Филипом Инзагијем, Андреом Пирлом и другим.
A у сезони 2006/07. поново долазе до финала Лиге Шампиона коју и освајају, победом против Ливерпула резултатом 2:1.

## Стадион
Тренутни стадион тима је Сан Сиро са 82.995, званично познат као Стадион Ђузепе Меаца по бившем играчу који је представљао како Милан тако и Интер. Име Сан Сиро је преузет из округа где је смештен. Сан Сиро је домаћи терен у Милану од 1926, када га је приватно саградио клуб. Стадион се дели са Интером од 1946, када је други велики милански фудбалски клуб прихваћен као заједнички станар. Стадион је добро познат по фантастичној атмосфери због близине седишта терену. Постоји честа употреба ракете од стране навијача који често проузрокују невоље.
Дана 19. децембра 2005, Миланов потпредседник и извршни директор Адријано Галлиани најавио је да тим озбиљно ради на томе да се исели из Сан Сира. Он је рекао да ће се Миланов нови стадион у великој мери заснивати на Велтинс-Арени и следећим стандардима фудбалских стадиона у Сједињеним Државама, Немачкој и Шпанији. Вероватно ће бити стадион за мале фудбалске сврхе (без атлетике). Нови стадион би требало да буде назван по спонзору. Остаје да се види да ли је то план, или је ово само трик да примора власнике да продају стадион Милана за номиналну накнаду како би наставили са реновирањем. Такође су се појавиле гласине о намери Интера да се изгради нови стадион који такође може утицати на ову одлуку.

## Играчи

### Тренутни састав
Ажурирано 31. августа 2024.
| Бр. |                           | Позиција | Играч                           |
| --- | ------------------------- | -------- | ------------------------------- |
| 2   | Италија                   | О        | Давиде Калабрија (капитен)      |
| 4   | Алжир                     | С        | Исмаел Бенасер                  |
| 7   | Шпанија                   | Н        | Алваро Мората                   |
| 8   | Енглеска                  | С        | Рубен Лофтус Чик                |
| 9   | Србија                    | Н        | Лука Јовић                      |
| 10  | Португалија               | Н        | Рафаил Леао                     |
| 11  | Сједињене Америчке Државе | С        | Кристијан Пулишић               |
| 14  | Холандија                 | С        | Тиџани Рејндерс                 |
| 16  | Француска                 | Г        | Мик Мењан                       |
| 17  | Швајцарска                | Н        | Ноа Окафор                      |
| 18  | Италија                   | С        | Кевин Цероли                    |
| 19  | Француска                 | О        | Тео Ернандез (заменик капитена) |
| 20  | Шпанија                   | О        | Алекс Хименез                   |

| Бр. |                           | Позиција | Играч                               |
| --- | ------------------------- | -------- | ----------------------------------- |
| 21  | Нигерија                  | Н        | Самуел Чуквуезе                     |
| 22  | Бразил                    | О        | Емерсон Ројал                       |
| 23  | Енглеска                  | О        | Фикајо Томори                       |
| 24  | Италија                   | О        | Алесандро Флоренци                  |
| 28  | Њемачка                   | О        | Малик Тиао                          |
| 29  | Француска                 | С        | Јусуф Фофана                        |
| 31  | Србија                    | О        | Страхиња Павловић                   |
| 42  | Италија                   | О        | Филипо Тераћано                     |
| 46  | Италија                   | О        | Матео Габија                        |
| 57  | Италија                   | Г        | Марко Спортијело                    |
| 80  | Сједињене Америчке Државе | С        | Јунус Муса                          |
| 90  | Енглеска                  | Н        | Тами Абрахам (на позајмици из Роме) |
| 96  | Италија                   | Г        | Лоренцо Ториани                     |

### Остали играчи под уговором
| Бр. |         | Позиција | Играч          |
| --- | ------- | -------- | -------------- |
| —   | Сенегал | О        | Фоде Бало-Туре |

| Бр. |         | Позиција | Играч       |
| --- | ------- | -------- | ----------- |
| —   | Белгија | Н        | Дивок Ориги |

### Играчи на позајмици
| Бр. |           | Позиција | Играч                            |
| --- | --------- | -------- | -------------------------------- |
| —   | Колумбија | Г        | Девис Васкез (Емполи)            |
| —   | Француска | О        | Пјер Калулу (Јувентус)           |
| —   | Аргентина | О        | Марко Пелегрино (Индепендијенте) |
| —   | Француска | С        | Јасин Адли (Фјорентина)          |
| —   | Италија   | С        | Томазо Побега (Болоња)           |

| Бр. |           | Позиција | Играч                          |
| --- | --------- | -------- | ------------------------------ |
| —   | Белгија   | Н        | Алексис Салемакерс (Рома)      |
| —   | Италија   | Н        | Лоренцо Коломбо (Емполи)       |
| —   | Србија    | Н        | Марко Лазетић (ТСЦ)            |
| —   | Аргентина | Н        | Лука Ромеро (Депортиво Алавес) |

### Значајни играчи у историји
Сви играчи који су наступали 100 и више пута за Милан, погледај Миланови играчи.

### Повучени бројеви
| Број | Играч         | Националност | Позиција | Деби за Милан   | Последњи меч  |
| ---- | ------------- | ------------ | -------- | --------------- | ------------- |
| 3*   | Паоло Малдини | Италија      | Одбрана  | 25. јануар 1985 | 31. мај 2009. |
| 6    | Франко Барези | Италија      | Одбрана  | 23. април 1978  | 1. јун 1997.  |

Може се вратити ако неки од његових синова буде играо професионално за клуб.

## Успеси

### Национални
- Серија А :
  - Првак (19) : 1901, 1906, 1907, 1950/51, 1954/55, 1956/57, 1958/59, 1961/62, 1967/68, 1978/79, 1987/88, 1991/92, 1992/93, 1993/94, 1995/96, 1998/99, 2003/04, 2010/11, 2021/22.
  - Другопласирани (17) : 1902, 1947/48, 1949/50, 1951/52, 1955/56, 1960/61, 1964/65, 1968/69, 1970/71, 1971/72, 1972/73, 1989/90, 1990/91, 2004/05, 2011/12, 2020/21, 2023/24.
- Куп Италије :
  - Освајач (5) : 1966/67, 1971/72, 1972/73, 1976/77, 2002/03.
  - Финалиста (10) : 1941/42, 1967/68, 1970/71, 1974/75, 1984/85, 1989/90, 1997/98, 2015/16, 2017/18, 2024/25.
- Суперкуп Италије :
  - Освајач (8) : 1988, 1992, 1993, 1994, 2004, 2011, 2016, 2024.
  - Финалиста (5) : 1996, 1999, 2003, 2018, 2022.
- Серија Б :
  - Првак (2) : 1980/81, 1982/83.

### Европски
- Куп европских шампиона / Лига шампиона :
  - Освајач (7–најуспешнији италијански клуб) : 1962/63, 1968/69, 1988/89, 1989/90, 1993/94, 2002/03, 2006/07.
  - Финалиста (4) : 1957/58, 1992/93, 1994/95, 2004/05.
- Суперкуп Европе / УЕФА суперкуп :
  - Освајач (5–најуспешнији италијански клуб) : 1989, 1990, 1994, 2003, 2007.
  - Финалиста (2) : 1973, 1993.
- Куп победника купова :
  - Освајач (2–најуспешнији италијански клуб) : 1967/68., 1972/73.
  - Финалиста (1) : 1973/74.
- Митропа куп :
  - Освајач (1) : 1982.
- Латински куп :
  - Освајач (2–рекорд) : 1951, 1956.
  - Финалиста (1) : 1953.

### Интернационални
- Интерконтинентални куп :
  - Освајач (3–рекорд) : 1969, 1989, 1990.
  - Финалиста (4) : 1963, 1993, 1994, 2003.
- Светско клупско првенство :
  - Освајач (1) : 2007.

## Председници и тренери

### Тренери
Сви тренери Милана од 1900. до данас.
| Име                        | Националност        | Године    |
| -------------------------- | ------------------- | --------- |
| Херберт Килпин             | Енглеска            | 1900–1908 |
| Данијеле Анђелони          | Италија             | 1906–1907 |
| Техничка комисија          | Италија             | 1907–1910 |
| Ђовани Кампеиро            | Италија             | 1910–1911 |
| Техничка комисија          | Италија             | 1911–1914 |
| Ђудо Мода                  | Италија             | 1915–1922 |
| Ферди Опенхеим             | Аустрија            | 1922–1924 |
| Виторио Поцо               | Италија             | 1924–1926 |
| Ђудо Мода                  | Италија             | 1926      |
| Херберт Бургес             | Енглеска            | 1926–1928 |
| Енгелберт Кониг            | Аустрија            | 1928–1931 |
| Јожеф Банаш                | Мађарска            | 1931–1933 |
| Јожеф Виола                | Мађарска            | 1933–1934 |
| Адолфо Балонкијери         | Италија             | 1934–1937 |
| Вилијам Гарбут             | Енглеска            | 1937      |
| Херман Фелснер Жозеф Банаш | Аустрија · Мађарска | 1937–1938 |
| Јожеф Виола                | Мађарска            | 1938–1940 |
| Ђудо Ара Антонио Бусини    | Италија             | 1940–1941 |
| Марио Мањоци               | Италија             | 1941–1943 |
| Ђузепе Сантагсино          | Италија             | 1943–1945 |
| Адолфо Балонкијери         | Италија             | 1945–1946 |
| Ђузепе Бигоњо              | Италија             | 1946–1949 |
| Лајош Чеизлер              | Мађарска            | 1949–1952 |
| Гунар Грен                 | Шведска             | 1952      |
| Марио Спероне              | Италија             | 1952–1953 |
| Бела Гутман                | Мађарска            | 1953–1954 |
| Антонио Бусини             | Италија             | 1954      |
| Хектор Пурисели            | Уругвај             | 1954–1956 |
| Ђузепе Вијани              | Италија             | 1957–1960 |
| Паоло Тодескини            | Италија             | 1960–1961 |
| Нерио Роко                 | Италија             | 1961–1963 |
| Луис Карниља               | Аргентина           | 1963–1964 |
| Нилс Лидхолм               | Шведска             | 1963–1966 |
| Ђовани Катоцо              | Италија             | 1966      |
| Артуро Силвестри           | Италија             | 1966–1967 |
| Нерио Роко                 | Италија             | 1966–1972 |
| Чезаре Малдини             | Италија             | 1973–1974 |
| Ђовани Трапатони           | Италија             | 1974      |

| Име                         | Националност      | Године     |
| --------------------------- | ----------------- | ---------- |
| Густаво Ђанони              | Италија           | 1974–1975  |
| Нерио Роко                  | Италија           | 1975       |
| Паоло Барисон               | Италија           | 1975–1976  |
| Ђовани Трапатони            | Италија           | 1976       |
| Ђузепе Марћиоро             | Италија           | 1976–1977  |
| Нерио Роко                  | Италија           | 1977       |
| Нилс Лидхолм                | Шведска           | 1977–1979  |
| Масимо Ђакомини             | Италија           | 1979–1981  |
| Итало Галбиати              | Италија           | 1981       |
| Луиђи Радиче                | Италија           | 1981–1982  |
| Итало Галбиати              | Италија           | 1982       |
| Франческо Загати            | Италија           | 1982       |
| Иларио Кастањер             | Италија           | 1982–1984  |
| Итало Галбиати              | Италија           | 1984       |
| Нилс Лидхолм                | Шведска           | 1984–1987  |
| Фабио Капело                | Италија           | 1987       |
| Ариго Саки                  | Италија           | 1987–1991  |
| Фабио Капело                | Италија           | 1991–1996  |
| Оскар Табарез               | Уругвај           | 1996       |
| Ђорђио Морини               | Италија           | 1996–1997  |
| Ариго Саки                  | Италија           | 1997       |
| Фабио Капело                | Италија           | 1997–1998  |
| Алберто Цакерони            | Италија           | 1998–2001  |
| Чезаре Малдини Мауро Тасоти | Италија · Италија | 2001       |
| Фатих Терим                 | Турска            | 2001       |
| Карло Анћелоти              | Италија           | 2001–2009  |
| Леонардо Араужо             | Бразил            | 2009–2010  |
| Масимилијано Алегри         | Италија           | 2010–2014  |
| Кларенс Седорф              | Холандија         | 2014       |
| Филипо Инцаги               | Италија           | 2014–2015  |
| Синиша Михајловић           | Србија            | 2015–2016  |
| Кристијан Броки             | Италија           | 2016       |
| Винченцо Монтела            | Италија           | 2016–2017  |
| Ђенаро Гатузо               | Италија           | 2017–2019  |
| Марко Ђампаоло              | Италија           | 2019–2019  |
| Стефано Пјоли               | Италија           | 2019–2024  |
| Пауло Фонсека               | Португал          | 2024       |
| Сержио Консеисао            | Португал          | 2024–данас |